# Freak (Estelle)
Freak è un brano musicale della cantante britannica Estelle, estratto come primo singolo del suo terzo album studio intitolato All of Me. Il brano figura la collaborazione del rapper canadese Kardinal Offishall, ed è prodotto al deejay francese David Guetta. Il brano contiene un campionamento di Back to Life del gruppo Soul II Soul nel ritornello. Il brano è stato utilizzato nella colonna sonora nel film Step Up 3D del 2010.

## Tracce
Download digitale
1. Freak (Album Version) - 3:41

CD
1. Freak (Riva Starr Extended Vocal Mix) - 6:16
2. Freak (Riva Starr Dub) - 6:17
3. Freak (Riva Starr Extended Instrumental) - 6:16
4. Freak (Michael Woods Remix) - 7:01
5. Freak (Plastik Funk Remix) - 5:54
6. Freak (Plastik Funk's Listen & Repeat Mix) - 6:24
7. Freak (Extended Version) - 4:52

## Classifiche
| Classifica (2010)          | Posizione più alta |
| -------------------------- | ------------------ |
| Billboard Canadian Hot 100 | 83                 |
| U.S. Hot Dance Club Play   | 27                 |
| Official Singles Chart     | 103                |